# PriministAr
《PriministAr》是日本HOOKSOFT在2013年8月30日發售的戀愛冒險類型成人遊戲，2015年2月19日發售全年齡版，2023年5月26日發售FHD版。2015年11月27日發售《PriministAr MiniFanDisk 枝那森千里＆駒萱野Ver.》。ENTERGRAM在2016年9月29日發售PlayStation Vita版，2024年3月28日發售PlayStation 4版與任天堂Switch版。

## 故事介绍
粟生七舟學園的文化部樓的男學生們，提案要文化部樓的所有女學生必須穿學校泳裝，當時天馬春近正忙於招募新人，最後的結果除了天馬春近之外，其他所有男學生們被趕出文化部樓了。

## 角色介绍
- 配音：PC遊戲版配音員／PSV版配音員

### 主要角色
天馬春近
本作的男主角。擔任粟生七舟學園的手工藝部的部長。
安藝佳乃子（聲：秋野花／）
生日：2月6日　血型：A型　身高：154cm　三圍：B85/W54/H86
春近的青梅竹馬。
枝那森千里（聲：白月かなめ／松山紗香）
生日：1月3日　血型：AB型　身高：157cm　三圍：B82/W52/H81
手工藝部的部員。小時候就有患有色盲並且隨著時間最後導致失明。
繼花三澄（聲：有栖川みや美／高田初美）
生日：11月21日　血型：B型　身高：161cm　三圍：B88/W56/H84
流子的妹妹。上年度粟生七舟学园校花大赛獲獎者。
木倉汐路（聲：青葉林檎／北野愛）
生日：10月8日　血型：O型　身高：159cm　三圍：B78/W54/H82
由芽的侍從。
桐理翼（聲：百瀬ぽこ／岩崎春奈）
生日：7月16日　血型：B型　身高：156cm　三圍：B86/W53/H83
春近的學妹。
繼花流流子（聲：藤咲ウサ／櫻咲千依）
生日：12月22日　血型：B型　身高：153cm　 三圍：B91/W55/H85
三澄的姐姐。
PlayStation Vita版改成其他角色。
伊林彩里　聲：佐倉綾音
生日：7月16日　血型：AB型　身高：165cm　 三圍：B87/W56/H83
PlayStation Vita版的新角色。

### 其他角色
參宮由芽
出身名門的大小姐。
參宮巴菜
由芽的雙胞胎妹妹。
駒小系（聲：雪村とあ）
萱野的養女，小學生，將春近視為哥哥一樣崇拜。
駒萱野（聲：美月）
春近所住公寓的管理員。
比古咲花蓮（聲：奏雨）
翼的朋友。
繼花十貴惠（聲：櫻川未央）
繼花姊妹的母親也是春近和佳乃子的老師。
幽靈（聲：北都南）
本作中的隱藏可攻略角色。出現在文化部樓的幽霊。需要使用過預約特典的PATCH才會登場。

## 主題曲
主題曲
作詞：日山尚　作曲/編曲：　歌：霜月遙
插入曲「My shinin' star」
作詞：日山尚　作曲/編曲：OdiakeS　歌：鈴湯

## 工作人員
- 原作：HOOKSOFT[23]
- 原畫：松下まかこ、もとみやみつき、羽鳥ぴよこ、蜜キング(副)
- 劇本：、九平和泉
- CG：
- 音樂：OdiakeS
- 影片設計：yo-yu
- 編集：、松田典弘
- 宣傳：伊藤直子
- 製作人：kei
- 監督：山根呂兵
- 執行製作人：亞佐美晶

## 評價
《PriministAr》在日本美少女遊戲與動畫相關商品銷售網站Getchu.com的2013年8月銷量榜上排名第2、9月排名第25、全年排名第16，在美少女遊戲大賞2013中獲得角色部門枝那森千里第19名。《法米通》1451號的クロスレビュー對PlayStation Vita版給予28/40分。

## 外部連結
- PC官方網站 （页面存档备份，存于）（日語）
- PSV/PS4/NS官方網站 （页面存档备份，存于）（日語）